# Jens Dowe
Jens Dowe (* 1. Juni 1968 in Rostock) ist ein ehemaliger Fußballspieler der DDR-Oberliga und der Bundesliga.

## Laufbahn
Dowe erlernte das Fußballspielen beim heimischen F.C. Hansa Rostock, bevor er mit 19 Jahren zur BSG KKW Greifswald wechselte. Von 1989 bis 1994 und zwischen 1997 und 1999 spielte er wieder als Mittelfeldspieler im Dress von Hansa Rostock. Dabei bestritt er während der Wende 34 Spiele in der DDR-Oberliga und erzielte fünf Tore. Nach dem Gewinn der NOFV-Oberliga-Meisterschaft und des FDGB-Pokals 90/91 qualifizierte er sich mit Hansa direkt für den Europapokal der Landesmeister und für die Bundesliga. 1992 musste er mit Hansa Rostock in die 2. Bundesliga absteigen.
1994 wechselte Dowe, begründet durch finanzielle Engpässe des F.C. Hansa, zum Erstligisten TSV 1860 München, für den er in zwei Jahren 51 Spiele absolvierte und vier Tore schoss. In der Saison 1996/97 spielte er für drei Vereine. Zunächst lief er für den Hamburger SV auf, kam dort aber nur viermal zum Einsatz. Im Oktober 1996 ging er für £200.000 auf Leihbasis nach England zum Zweitligisten Wolverhampton Wanderers und wechselte zum Jahreswechsel in die österreichische Bundesliga zum SK Sturm Graz, mit denen er sogar den ÖFB-Cup gewann.
Darauf ging Dowe 1997 an die Ostsee zu Hansa Rostock zurück und erlebte am Ende der Saison seine beste Bundesligaplatzierung mit dem sechsten Platz. Die darauf folgende Saison verlief mit dem knappen Klassenerhalt weniger erfolgreich. Der SK Rapid Wien verpflichtete ihn 1999, und er blieb in Österreich bis 2001, belegte einmal den dritten und einmal den zweiten Tabellenplatz. 2002 wechselte er zum damaligen Überraschungsaufsteiger SV Babelsberg 03 in die 2. Bundesliga. Babelsberg stieg sofort wieder in die Regionalliga ab, und so ging er zum Drittligisten Holstein Kiel, bei dem er noch bis 2004 spielte.
Danach wollte Dowe ursprünglich gemeinsam mit René Schneider beim Landesligisten SV Warnemünde abtrainieren und sich in dessen Fußballschule engagieren. Nach wenigen Spielen folgte er jedoch dem Ruf des Viertligisten SV Wilhelmshaven und wechselte in die Oberliga Nord. Nach nur vier Spielen löste er jedoch seinen Vertrag nach öffentlicher Kritik an der Vereinsarbeit auf und heuerte unter dem ehemaligen Rostocker Co-Trainer Jürgen Decker bei der TSG Neustrelitz in der Oberliga Nordost an.
Am 16. Januar 2006 wechselte Dowe auf die Trainerbank und löste Andreas Zachhuber als Trainer beim Greifswalder SV 04 (Verbandsliga Mecklenburg-Vorpommern) ab, wurde dort allerdings am 2. Mai 2006, nach Zachhubers Demission als Co-Trainer beim MSV Duisburg, wieder entlassen. 2007 wurde Dowe zunächst Co-Trainer im Jugendbereich des F.C. Hansa Rostock, ehe er im März 2009 die gleiche Position bei der zweiten Mannschaft unter Axel Rietentiet übernahm, welches er bis Juni 2009 bekleidete. Daraufhin wurde Dowe zunächst Trainer der Rostocker C-Jugend-Mannschaft und rückte im Sommer 2010 in die B-Jugend-Mannschaft auf. In der Spielzeit 2010/11 stieg diese daraufhin aus der U-17-Bundesliga in die Regionalliga ab, weshalb Dowes im Sommer 2011 auslaufender Vertrag nicht mehr verlängert wurde.
Im September 2012 wurde er Trainer beim mecklenburgischen Oberligisten SV Waren 09, nachdem er seit Juli 2012 beim Landesligisten Güstrower SC 09 tätig gewesen war. Am Ende der Saison 2012/13 trennten sich Dowe und die Warener wieder. Im Juli 2013 kehrte er zur Jugendabteilung von Hansa Rostock zurück und übernahm die U13. In der Saison 2014/15 übernahm er erneut das Traineramt beim SV Waren 09. 2016/17 war er Trainer des FC Pommern Stralsund. Im November 2018 übernahm er den Verbandsligisten Rostocker FC 1895, den er 2020 zum erstmaligen Aufstieg in die Oberliga Nordost führte. Im September 2020 endete sein Engagement für die Rostocker.
In der Saison 2022/23 trainierte er den mecklenburgischen Verbandsligisten SV Pastow.
Insgesamt bestritt Dowe:
- 34 DDR-Oberligaspiele (5 Tore)
- 143 Bundesligaspiele (16 Tore)
- 93 Zweitligaspiele (16 Tore)
- 63 Drittligaspiele (3 Tore)